# 說謊公主與盲眼王子
《說謊公主與盲眼王子》是日本一软件开发并发行的动作角色扮演游戏，于2018年5月在PlayStation 4、PlayStation Vita和任天堂Switch平台推出。游戏主人公为变为少女的狼，她谎称自己是邻国的公主，将失明的王子带往森林深处的魔女之馆治好双眼。游戏融入了解谜元素，玩家可以操控主人公在狼和公主的形态间切换，清除障碍或解开谜题，带领王子通向终点。

## 登場人物

### 主要人物
狼（ookami）

住在森林裡的吃人怪物。將自豪的歌聲獻給魔女以換得人類的姿態。

公主（hime）

以魔法變成少女樣子的狼。謊稱自己是鄰國的公主，將王子帶了出來。害怕被王子知道自己真實的身分。

王子（ouji）

生活在森林所圍繞之小國的王子。狼在他臉上留下了深深的傷口並害他失去了視力。很害怕傷了自己的那隻怪物。

魔女（majo）

住在森林深處的魔女。會實現所有的願望，然而為此必須捨棄自己「最重要的東西」。

## 外部連結
- 《說謊公主與盲眼王子》日文官方網站 （页面存档备份，存于）
- 《說謊公主與盲眼王子》中文官方網站 （页面存档备份，存于）